# Johann Grill

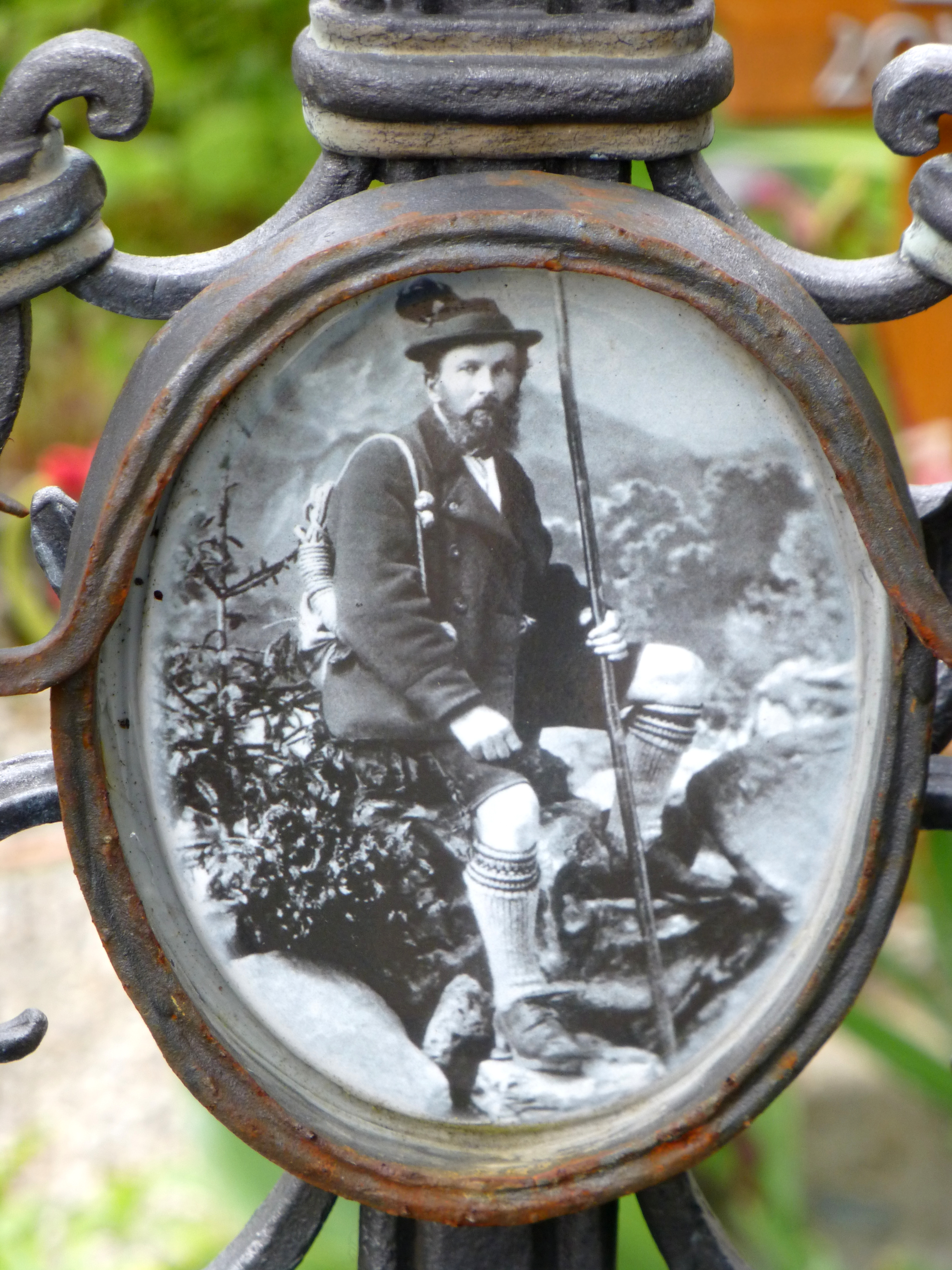
Johann Grill (Foto an seinem Grabkreuz)

Johann Grill, genannt Kederbacher (* 22. Oktober 1835 in Ramsau bei Berchtesgaden; † 14. Januar 1917), war der Erstdurchsteiger der Watzmann-Ostwand und erster offizieller deutscher Bergführer.

## Familie
Sein Vulgoname Kederbacher leitete sich von seinem Hof, dem Kederbach-Lehen in der Ramsau ab. Das Lehen liegt an der heute namensgleichen Straße, der Kederbachstraße. Da der Hof nicht genug einbrachte, suchte Grill Zuverdienste als Holzknecht und Treiber bei den Hofjagden des bayerischen Königshauses sowie schließlich auch als Bergführer. Darüber hinaus war er für 17 Jahre (1888–1905) der erste Hüttenwirt des Watzmannhauses.
Johann Grill war verheiratet, seine Ehefrau versorgte während seiner Bergtouren den heimischen Hof. Er hatte drei Söhne, ebenfalls Bergsteiger. Der bekannteste und erfolgreichste unter ihnen war Johann Grill jun. (* 12. Juli 1862; † 3. Dezember 1929 in Ramsau), der ihm auch als Hüttenwirt des Watzmannhauses nachfolgte.

## Alpinistische Leistungen

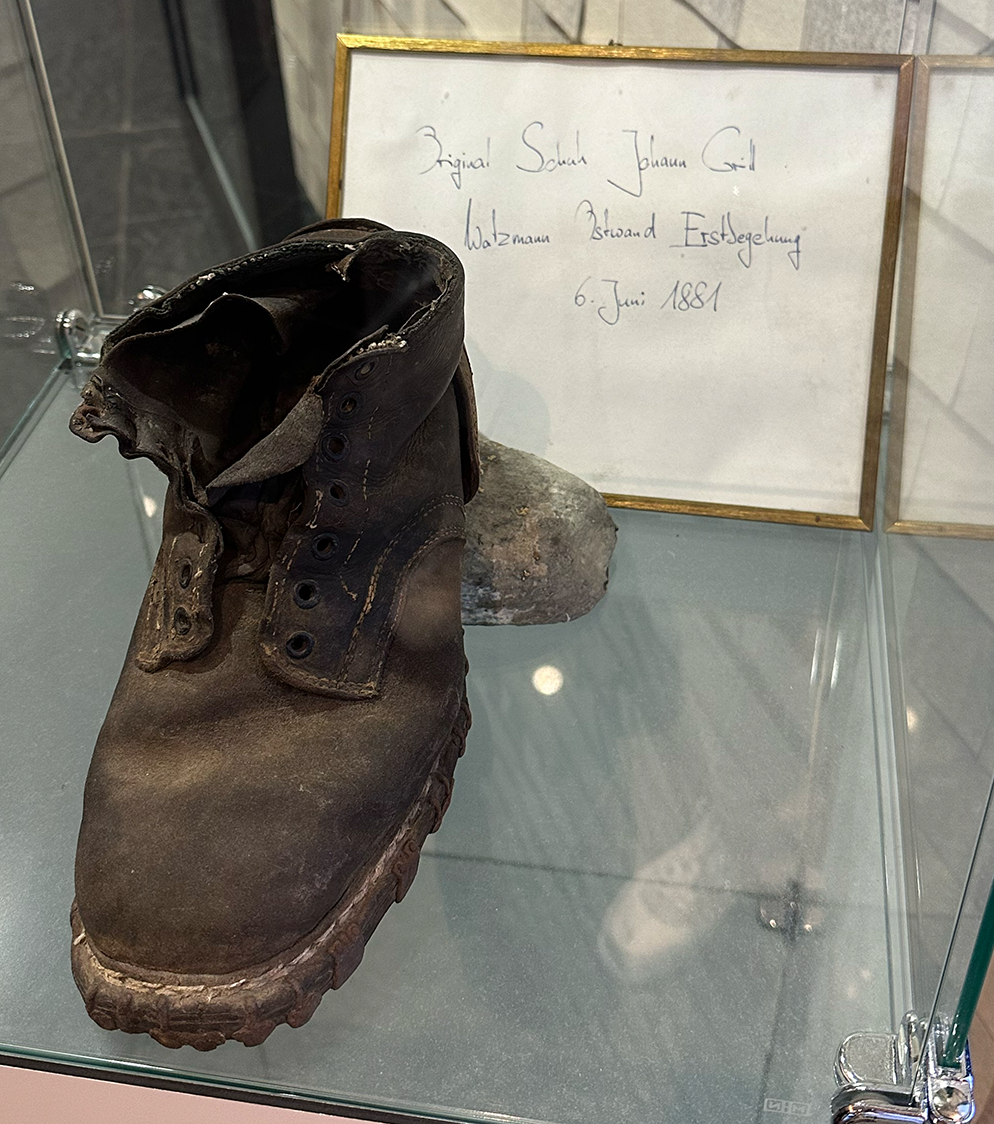
Von Johann Grill bei der Erstbegehung der Watzmann-Ostwand 1881 verwendeter Schuh.

Zusammen mit dem Wiener Otto Schück durchstieg er im Jahr 1881 in 14 Stunden als erster die Watzmann-Ostwand. Die Route wird heute ihm zu Ehren Kederbacher-Weg genannt. 1890 forderte die Ostwand das erste Todesopfer, den Münchener Christian Schöllhorn, nach dem das Schöllhorn-Eisfeld in der Ostwand benannt ist. Schöllhorn war in die Randkluft gestürzt, Johann Grill barg ihn aus ca. 60 Meter Tiefe. Zuvor, im Jahre 1868 gelang dem Kederbacher die erste Überschreitung der 3 Watzmannspitzen, zusammen mit Johann Punz und dem Österreicher Albert Kaindl. Grill war aber auch außerhalb seiner Berchtesgadener Heimat aktiv. Er führte seine Gäste auch in den fernen Westalpen zu ihren Gipfelerfolgen. So gelang ihm z. B. mit John Percy Farrar die zweite Durchsteigung der Weisshorn-Westwand in den Walliser Alpen. Der Kederbacher war mit Josef Pöschl der Erstbesteiger (touristisch) des Großen Ödsteins im Gesäuse (12. Juni 1877). Über 50 Mal stand Johann Grill auf einem 4000er. Sogar mit 57 Jahren bestieg er innerhalb von zwei Wochen zwei Mal die Watzmann-Ostwand.

## Weitere Besteigungen
- Großes Palfelhorn und Kleines Palfelhorn (1865)
- Großglockner (1873)
- Erstbesteigung Pflerscher Tribulaun (1874)
- Mont Blanc (1875, 1879)
- Erstbesteigung Großer Ödstein (1877)
- Ortler (1880)
- Presanella Nordostgrat (1881)
- Weißhorn Westwand (1883)
- Erstbesteigung Roter Turm des Bietschhorn-Westgrates (1885)
- Dent Blanche (1887)
- Kleine Zinne und Croda da Lago (1895)

## Gedenken
Auch heute noch findet man in der Ramsau Bilder und Denkmäler zu Ehren des ersten Bergführers. Das sogenannte Kederbacher-Denkmal wurde erstmals am 5. Juni 1981 enthüllt. Die Statue befindet sich heute vor dem Haus des Gastes am Ortseingang von Ramsau. Die von dem Künstler Angerer der Jüngere erschaffene Holzskulptur ihm zu Ehren kann im Haus der Berge in Berchtesgaden besichtigt werden. Das Original dazu befindet sich im Messner Mountain Museum in Bozen. Sein Grab befindet sich im historischen Teil des Ramsauer Friedhofs (rechte Seite).

Kederbacher-Denkmal in Ramsau
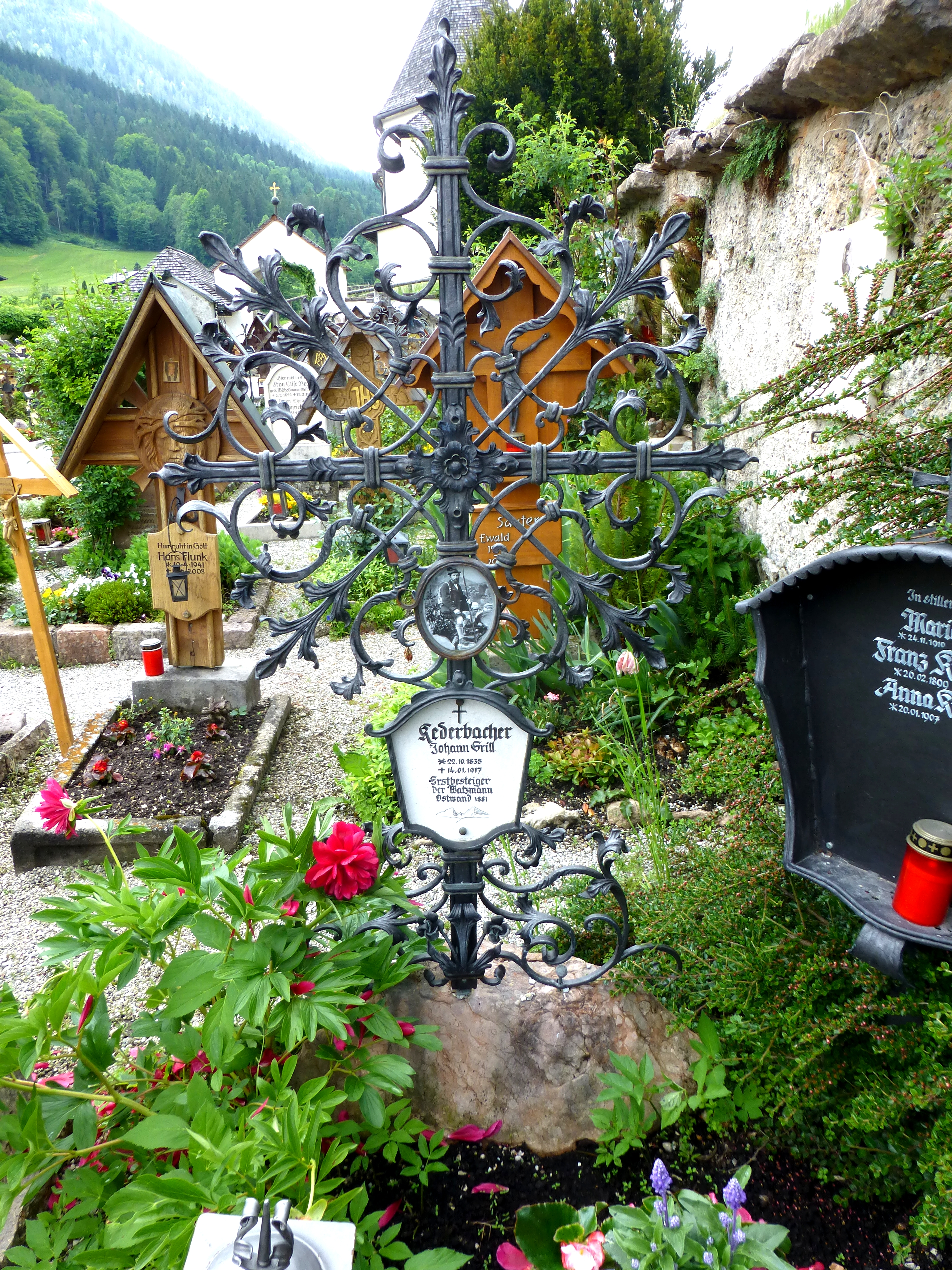
Grabstätte Johann Grill auf dem alten Friedhof in Ramsau
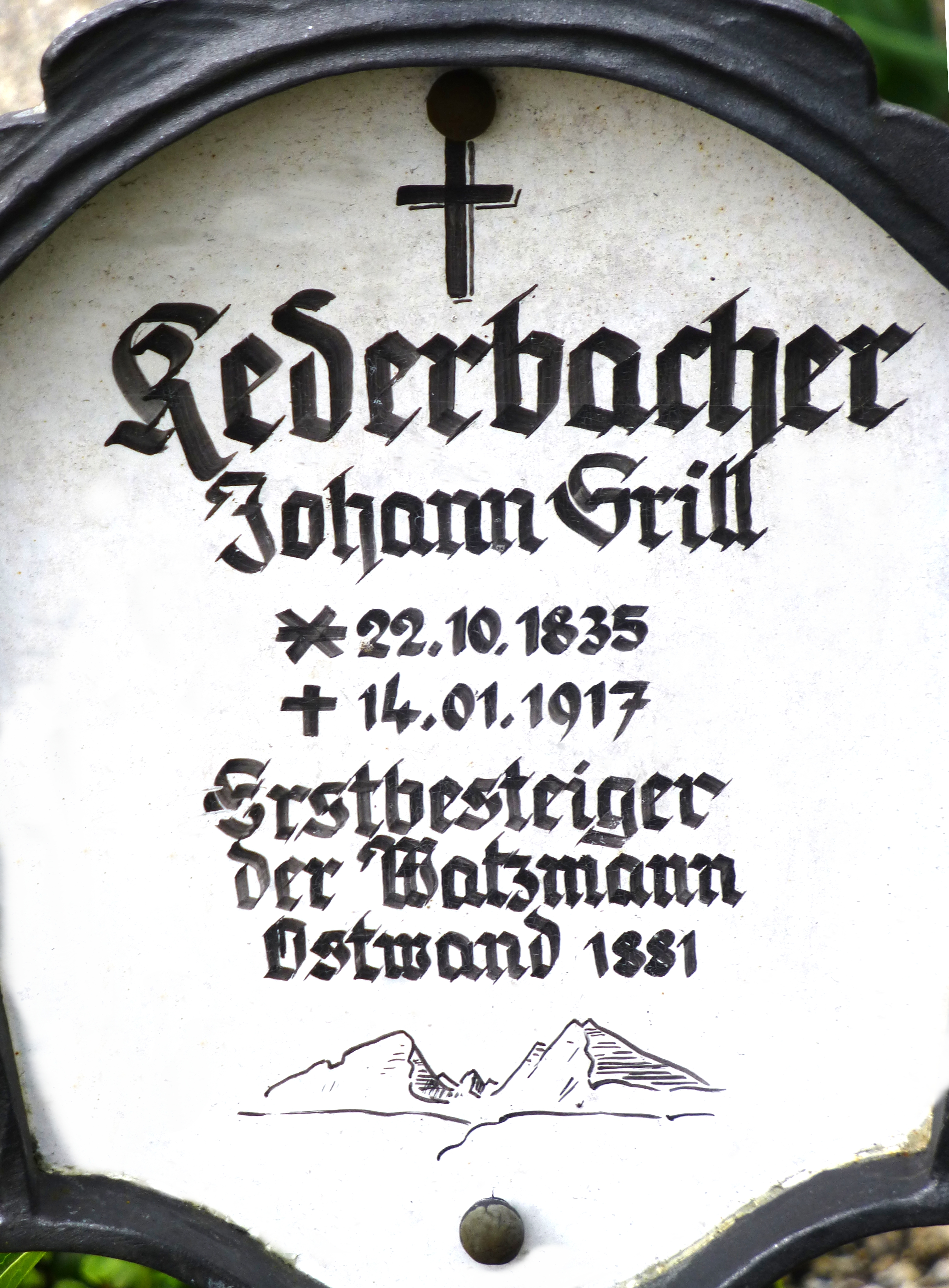
Grabstätte Johann Grill (Detail Grab-Inschrift)

Im Münchner Stadtbezirk Sendling-Westpark wurde die Kederbacherstraße nach ihm benannt. Ferner trägt eines der Restaurants im Kempinski Hotel Berchtesgaden seinen Namen.